# ريجينا يوناس
ريجينا يوناس (بالألمانية: Regina Jonas)‏ (و. 1902 – 1944 م) هي حاخامة ألمانية، ولدت في برلين، توفيت في معسكر أوشفيتز بيركينو، عن عمر يناهز 42 عاماً.